# Nationale Polytechnische Forschungsuniversität Perm

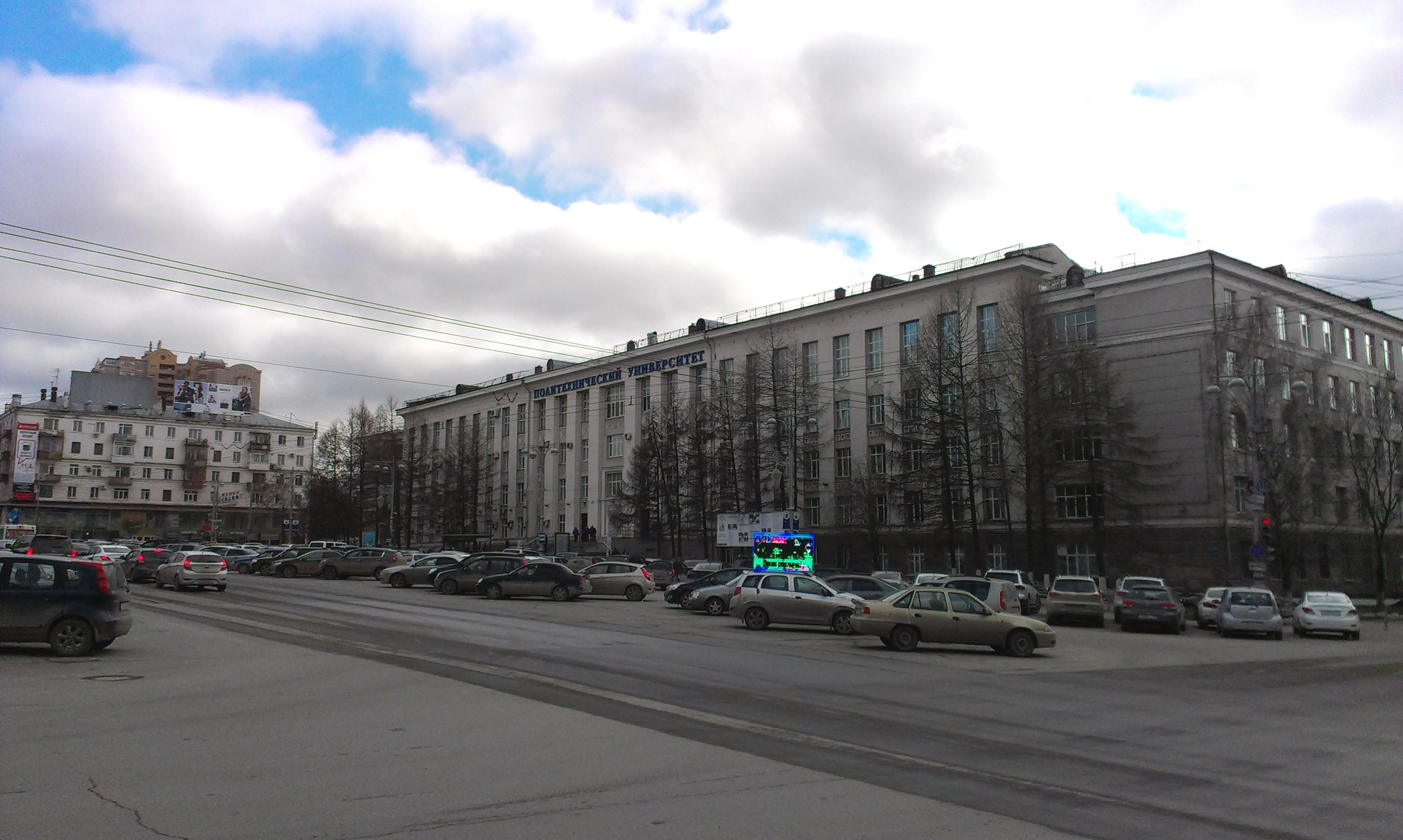
PSTU

Die Nationale Polytechnische Forschungsuniversität Perm (russisch Пермский Национальный Исследовательский Политехнический Университет Permski Nazionalny Issledowatelski Politechnitscheski Uniwersitet, englisch Perm National Research Polytechnic University) ist eine Universität in Perm, Russland. Sie ist die größte Universität im westlichen Ural.

## Geschichte
1953 wurde ein Bergbauinstitut gegründet. 1960 erfolgte die Umbenennung in Polytechnisches Institut. 1993 erhielt die Universität die Form einer Staatlichen Technischen Universität (PSTU). 2011 erhielt sie den Titel Nationale Forschungsuniversität Russlands und wurde in Nationale Polytechnische Forschungsuniversität Perm umbenannt.

An der Universität studieren ca. 27.000 Studenten. Bis 2007 zählte die PSU über 60.000 Absolventen. Die Studiendauer beträgt 10 Semester, es sind circa 50 Prüfungen zu leisten. Die Nationalen Polytechnische Forschungsuniversität Perm engagiert sich im Tempus-Förderprogramm der EU.

## Fakultäten
- Straßenwesen
- Luft- und Raumfahrt
- Geisteswissenschaften
- Bergbau und Ölwesen
- Mechanik-Technologie
- Bauwesen
- Chemie-Technologie
- Angewandte Mathematik und Mechanik

## Hochschulpartnerschaften
- Technische Universität Ilmenau
- Technische Universität Wien
- Hochschule Anhalt